# 時祷書

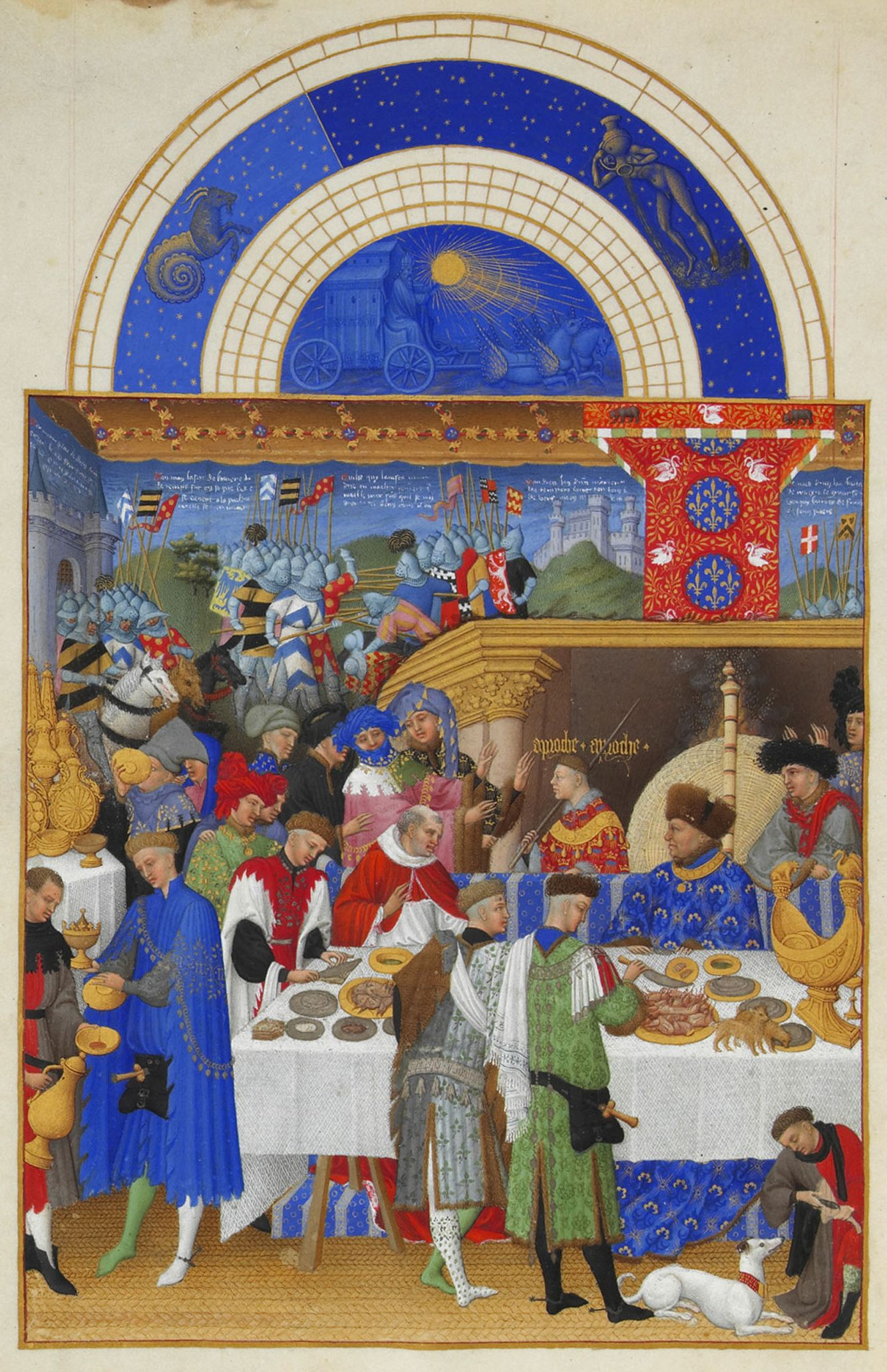
ベリー公のいとも豪華なる時祷書の装飾ページ。1月の「ギフト交換の日」 のイラスト

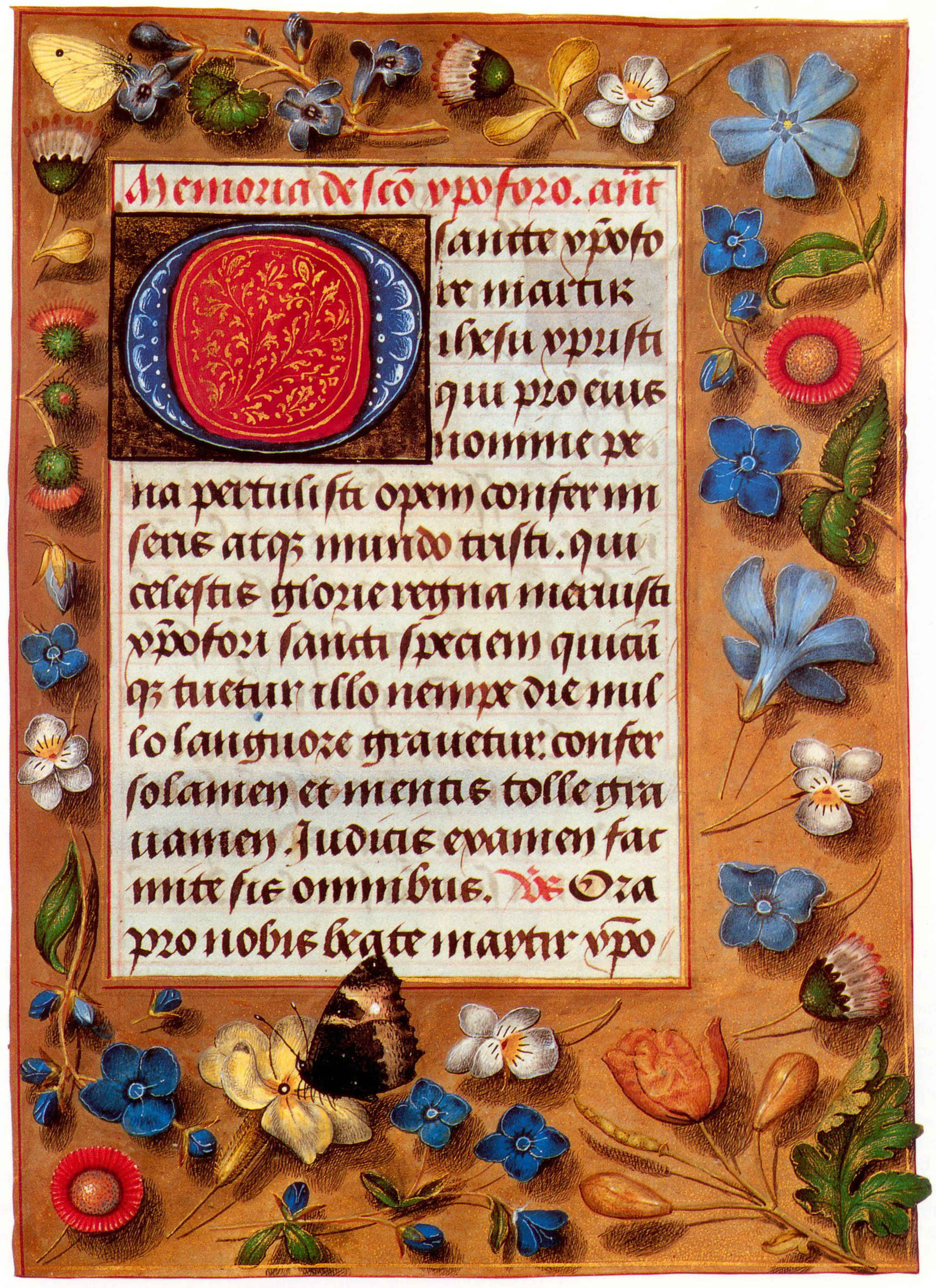
1470年代後半の時祷書

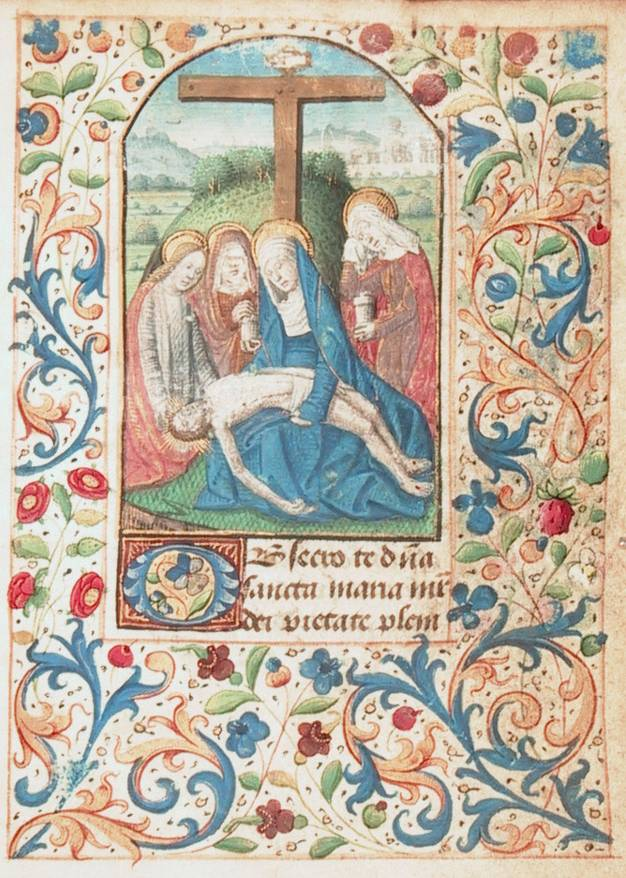
アンジューの時祷書（1470年代）よりObsecro te（聖母子）の祈り

時祷書（じとうしょ、ラテン語: horae, 英語: primer, book of hours）は、現存するものの中ではもっとも多く存在している中世装飾写本である。内容はそれぞれ異なっているが、祈祷文や詩編を集成し、内容に合わせた挿絵をつけて、ローマ・カトリック教会のキリスト教徒としての信仰・礼拝の手引きとして編集したものである。
通常はラテン語で書かれていたが、一部もしくは全体がヨーロッパの日常語で書かれている例もある。数百点の時祷書が今日まで残っており、世界中の図書館や個人のコレクションの中に散在している。
通常、時祷書と呼ばれる中世の写本は、聖務日課書（修道院で伝えられた礼拝について書いた本）を短縮したものである。時祷書は、修道院制度の要素を信徒としての生活に組み込みたいと考えた一般信徒のために編纂されたものである。定時の祈りには、基本的に数編の賛美歌の朗読・唱和に規定の祈りの言葉が伴った。
通常の時祷書の内容は以下のようなものである。
- 15編の登上の歌を加えた聖母の小聖務
- 7編の悔罪詩を加えた死者のための小聖務
- 聖人連祷

ほとんどの時祷書はこのような基本的な内容から始まり、様々な祈祷や礼拝に進む。ミサやキリストの受難への瞑想の際の祈りで使う、Obsecro te（あなたにせつに願う）とO intemerata（おお、けがれなき者よ）の二つの聖母の祈りが加えられていることが多い。

## 歴史
時祷書に書かれている祈りの言葉は元々個人的な祈りの言葉であったが、12世紀ごろには決まった典礼上の祈祷書が修道院の中で成立していた。1215年の第4ラテラン公会議の後は、聖職者でない平信徒も修道院の祈祷書に興味を示すようになった。これらの多くは女性用に作られたものであった。1340年代の黒死病の流行の後、平信徒はより強く祈祷書に興味を持つようになった。
個人的な時祷書を持つことができたのは王族・貴族・富豪だけとしばしば言われているが、実は1240年ごろ書かれた最初期の時祷書の例では、女性の平信徒のために書かれオックスフォード近くの修道院が所有していたとみられている。これはペーパーバックよりも小さい本であったが、主要な書き始めには大いに装飾が施され、ページ全体にわたるミニアチュールが数点掲載されていた。時には、時祷書に書かれた祈りの文句に、所有者のために作られた特別な詩句や、嗜好や性別に合わせた修正が加えられることがあり、所有者の個人名を祈りの文句に加えることもあった。現存する時祷書の中には所有者の肖像画や、時には紋章を記載しているものもある。来歴や献辞が書かれていない場合、こういった記述や、カレンダーがある場合はそこで取り上げられた聖人の選び方が最初の所有者を特定する主要な手がかりとなる。
15世紀までの間、様々な出版業者がオランダやフランスで時祷書を大量生産した。15世紀の終わりまでには、出版技術の進歩によって時祷書はより手に入りやすくなり、時には平民や召使いさえも未製本の時祷書を個人用に手に入れられるようになった。これによって時祷書は詩編以上にポピュラーになっていった。

## 装飾
多くの時祷書が豪華な装飾を施されているため、中世キリスト教の図像学と同様、時祷書は15・16世紀の重要な生活記録となる。時祷書の装飾の方法には、宝石をあしらえたカバー、肖像画、紋章、膨大なイラスト、本文の装飾、境界線の装飾などもある。多くは持ち運びしやすいようガードルブックの形に製本された。ジョン・タルボットのタルボット時祷書 (Talbot Hours) のように、多くは所有者（タルボット時祷書の場合は妻）が、聖母子に祈りを捧げてひざまずく肖像画が含まれている。連作の大判ミニアチュールはしばしば日々の努め (en:Labours of the Months) をカバーしていた。これはカレンダーの装飾として、聖母への祈りの時間 (Hours of the Virgin) を飾る、聖母の生涯の8シーンの挿絵である。代わりにキリストの受難の絵図で装飾されることもある。
時祷書の価値は、富裕層にとって敬虔かそうでないかを示す重要なステータスシンボルにもなった。富豪は、時には自らが制作依頼した時祷書の装飾の善し悪しを競争することもあった。また、
ひいきにしている子供・友人・家来や、時には忠誠を示すために君主へと、贈り物として人手に渡ることもあった。母親がみずからの本を長女に譲り、同様に数世紀に渡って代々受け継がれた時祷書もある。多くの女王は寵愛深い侍女に時祷書を譲った。
長く存在する時祷書には、新しい所有者に合わせた修正が加えられることもあった。リチャード3世を破った後、ヘンリー7世はリチャードの時祷書をヘンリーの母に贈った。そしてヘンリーの母は内容を修正して自分の名前を時祷書に記載したのである。現存する多くの時祷書には膨大な手書きの附注・個人的な加筆・欄外の覚え書きなどが加えられているが、職人に注文して新たなイラストや記述を加える者もいた。トロットン卿トマス・ルークノア (Sir Thomas Lewkenor of Trotton) は画家を雇ってルークノア時祷書 (Lewkenor Hours) の詳細部を追録した。
あまり運に恵まれなかった時祷書のページは、メモや古紙として扱われることもあった。現存する多くの時祷書の余白には、家事の記録や生没記録のメモ書きも書かれている。所有者の中には訪問客のサインや記念の記録を集めていたものもいる。
15世紀の終わりにかけて、印刷機によって木版画のイラストを含んだ時祷書が生産された。出版業者は、単純な技術で子牛皮紙の写本を大量生産し、そのあとで同様に印刷機で大量生産された挿絵のセットを加えて特徴を出すことができた。

## 時祷書の例
最も有名で、最も豪華に装飾された中世の写本のひとつに、ベリー公のいとも豪華なる時祷書がある。これは1412年から1416年ごろにフランスでベリー公ジャン1世のために作られたものである。
De Brailes Hoursは1240年ごろに作られたもので、現存するイングランドの時祷書では最も古く、最初の所有者の肖像画が4枚記載されている。

### ロスチャイルド祈祷書
ローマ教会用のロスチャイルド祈祷書は1505年ごろに作られた3.5インチ(8.89センチ)ほどの厚みの本で、ルイ・ナタニエル・フォン・ロートシルト (1882 - 1955) が所有していたが、1938年5月にオーストリア併合直後のナチスが、ロートシルト（ロスチャイルド）のウィーン分家から祈祷書を接収した。所有者の姪であり相続人でもあるベティーナ・ルーラム=ロートシルトの努力によって、オーストリア政府は1999年に時祷書と他の芸術作品をベティーナに返還した。その後、時祷書は1999年7月8日にロンドンのクリスティーズ・オークションで競売にかけられ、80ポンド（1万ドル）で落札され、装飾写本の落札価格では世界最高額を記録した。

### コナリー時祷書
コナリー時祷書は15世紀に作られた時祷書で、貴族の出資外で作られた写本時祷書の好例である。
これを元に、ティモシー・M・サリバンが注解・解説をつけた本 (Reflections On The Connolly Book Of Hours) が存在する。

### 時祷書一般
- Thomas Merton's Book of Hours; Catholic Bestseller available from Ave Maria Press
- Seven Sacred Pauses by Macrina Wiederkehr; available from Ave Maria Press
- A Hypertext Book of Hours; full texts and translation
- Museum of the Book, The Hague. Explanation and many examples illustrated
- Late Medieval and Renaissance Illuminated Manuscripts - Books of Hours 1400-1530 - An excellent guide containing tables describing all the various uses; also with original Latin texts and high-resolution photographs of many books.
- “A Masterpiece Reconstructed: The Hours of Louis XII”. Prints & Books.  Victoria and Albert Museum. 2007年8月27日閲覧。

### 写本のオンライン閲覧
- The Sforza hours Turn the pages of the Sforza Hours at the British Library (May require software loading, and time).
- Book of Hours (Ms. Library of Congress. Rosenwald ms. 10) From the Rare Book and Special Collections Division of the Library of Congress.The same in pdf format.
- MS Richardson 7. Heures de Notre Dame at Houghton Library, Harvard University.
- Blog: PECIA/ Le manuscrit médiéval ~ The medieval manuscript